# Yigoga denticulosa
Yigoga denticulosa är en fjärilsart som beskrevs av Eugen Johann Christoph Esper 1794. Yigoga denticulosa ingår i släktet Yigoga och familjen nattflyn. Inga underarter finns listade i Catalogue of Life.